# 日本ラインフィルムコミッション連絡協議会
座標: 北緯35度22分43.7秒 東経136度56分53.8秒 / 北緯35.378806度 東経136.948278度
日本ラインフィルムコミッション連絡協議会（にほんラインフィルムコミッションれんらくきょうぎかい）は、愛知県犬山市、岐阜県各務原市、可児市、美濃加茂市、坂祝町の4市1町で組織するフィルム・コミッションである。2001年7月2日に発足。
撮影の誘致や撮影支援活動のほか、エキストラの募集を行っている。

## 組織
- 会長：犬山市
- 副会長：各務原市
- 会員：可児市、美濃加茂市、坂祝町

## 主な支援作品

### 映画
- 築城せよ!
- 劔岳 点の記
- クロサギ
- あの空をおぼえてる
- 劇場版 仮面ライダー電王 俺、誕生!
- 東京少女
- 長い散歩
- 春の雪
- 風のファイター
- 殴者 NAGURIMONO
- デビルマン
- スパイ・ゾルゲ

### テレビドラマ
- NHKドラマ 白洲次郎
- 坂の上の雲
- 姿三四郎
- 復讐するは我にあり
- 恋する日曜日 綾子の恋
- サムデイ（韓国ドラマ）
- 虹を架ける王妃
- 金とくドラマ みちくさ
- 名探偵赤冨士鷹
- 英雄時代
- 自由恋愛
- 時空警察
- オーダーメイド〜幸せ色の紳士服店〜
- 永遠の恋物語
- 天切り松 闇がたり
- アイノウタ
- 土曜ワイド劇場 高橋英樹の船長シリーズ13 豪華フェリー殺人事件

## 事務局所在地

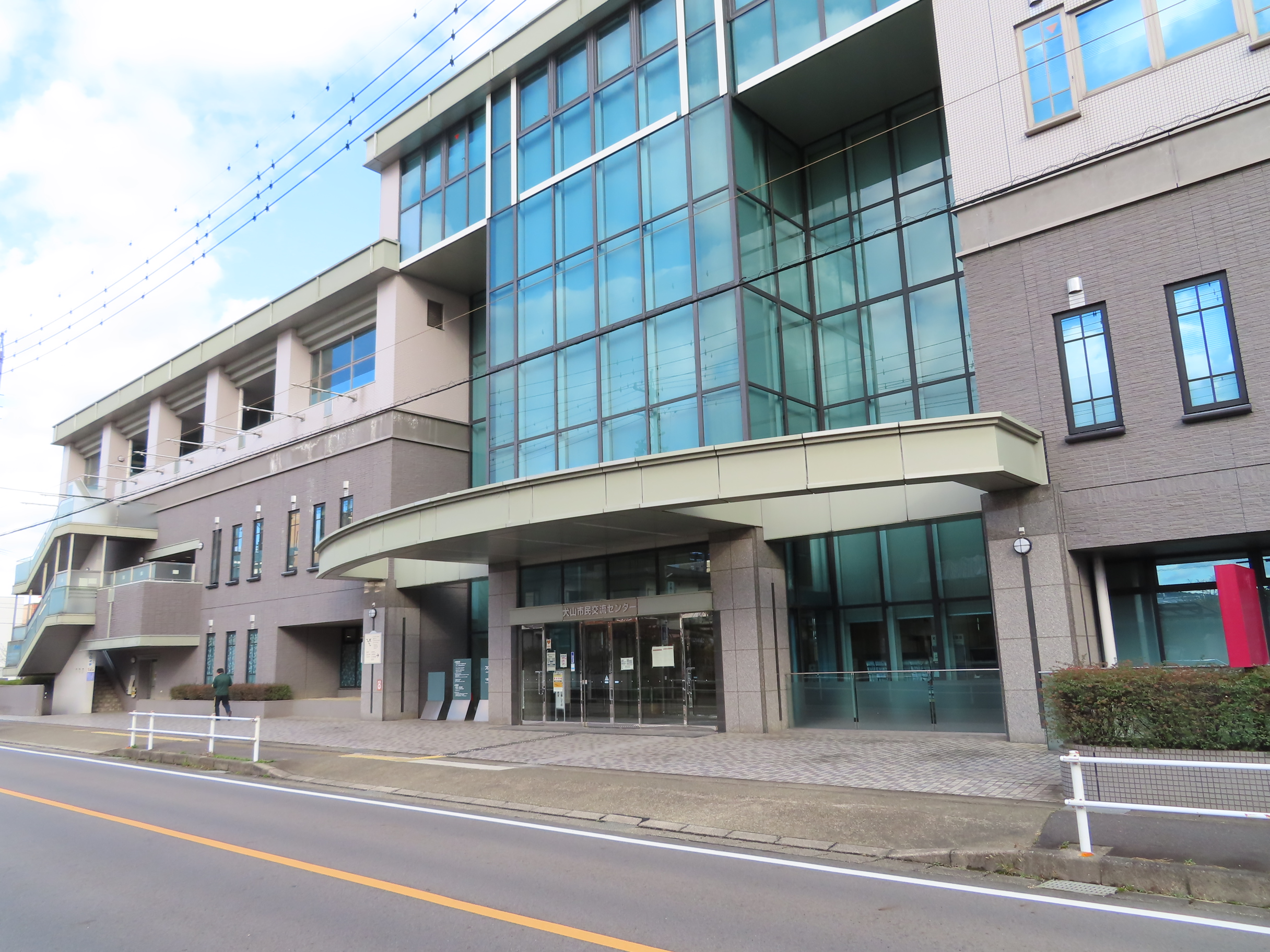
本部が置かれている犬山国際観光センター

- 本部が置かれている犬山国際観光センター愛知県犬山市松本町四丁目21番地 国際観光センター内 観光交流課